# Aeropuerto de Fráncfort-Hahn
El aeropuerto de Fráncfort-Hahn se encuentra situado en el centro de Europa, en las inmediaciones de Lautzenhausen, Renania-Palatinado (Alemania). Se trata de una antigua base aérea estadounidense a la que la compañía irlandesa de bajo coste Ryanair decidió dar un "nuevo uso comercial" valiéndose de su estratégica situación geográfica. A pesar de su nombre, el aeropuerto se encuentra a aproximadamente 120 km al oeste de la ciudad de Fráncfort del Meno, en el estado de Renania-Palatinado y no en Hesse que es donde se encuentra Fráncfort del Meno.
Ryanair comenzó sus primeros vuelos desde Hahn en el año 1999 y hoy en día este es sin duda el principal "hub" para la compañía aérea irlandesa en la Europa continental, situado en tercera posición por detrás de los de Londres-Stansted y Dublín Int. En la actualidad, casi tres millones y medio de pasajeros usan el aeropuerto cada año, lo que le sitúa por encima de muchos otros alemanes.
Desde Hahn, Ryanair vuela a más de cuarenta ciudades a lo largo de Europa tan dispares como Roma, Milán, Venecia, Estocolmo, Oslo, Riga, Tampere, Rzeszów o Pisa y concretamente a 12 ciudades españolas (Gerona, Madrid, Santander, Santiago de Compostela, Valencia, Lérida, Murcia, Jerez, Reus, Málaga, Palma de Mallorca, Sevilla y Alicante ) con unas tarifas en la línea del bajo coste de la compañía. Otros operadores del aeropuerto son Wizzair que vuela a distintos destinos del este de Europa como Katowice, Varsovia o Budapest; y la compañía de bajo coste islandesa Iceland Express que ofrece vuelos (en temporada estival) a Reikiavik.
Pese al nombre de Fráncfort-Hahn (debido a estrategias comerciales de la compañía Ryanair), el aeropuerto se encuentra a unos 120 km del centro financiero europeo. Sin embargo, está perfectamente conectado con una extensa red de autobuses que conecta la terminal con los diferentes centros de los alrededores. Algunas de las conexiones más importantes alcanzan ciudades como la propia Fráncfort del Meno, Maguncia, Tréveris, Colonia (Alemania), Coblenza o Luxemburgo. También existen líneas que conectan con pequeñas localidades alemanas de importancia turística notable. Es el caso de Bernkastel-kues, Heidelberg, Traben-Trarbach, o Cochem.
Tiene también un muy notable tráfico de mercancías, con operadores como Air France.
Desde la entrada en servicio primero de la compañía irlandesa, y más tarde de muchas otras atraídas por el éxito de la anterior, la región alemana ha visto crecer su turismo de forma espectacular. La región alemana de Renania-Palatinado, una de las de mayor belleza del país, famosa por sus viñedos, es de esta manera una de las nuevas puertas de entrada al país germano que ofrece al visitante lo peculiar de un destino diferente con los numerosos pueblos de la ribera Rin-Mosela.

## Aerolíneas y destinos

### Pasajeros
| Aerolíneas | Destinos |
| ---------- | --- |
| Air Arabia | Estacional: Nador |
| Air Serbia | Niš |
| FlyOne     | Chisináu |
| Ryanair    | Agadir, Alicante, Bari, Bérgamo, Catania, Dublín, Faro, Fez, Kerry, Lamezia Terme, Londres–Stansted, Málaga, Marrakesh, Nador, Palma de Mallorca, Pescara, Oporto, Roma–Fiumicino, Sevilla, Treviso, Zagreb Estacional: Alguer (inicia 2 de junio de 2024), Barcelona, Budapest (inicia 2 de junio de 2024), Cagliari, Gerona, Ibiza, La Canea, Palermo, Salónica, Tenerife–Sur, Valencia, Vilna, Zadar |
| Wizz Air   | Cluj-Napoca, Kutaisi, Skopie, Sofía, Timișoara (finaliza 29 de marzo de 2024), Tirana |

### Compañías de carga
| Aerolíneas             | Destinos                          |
| ---------------------- | --------------------------------- |
| Aerotranscargo         | Bakú, Río de Janeiro–Galeão, Riad |
| Atlas Air              | Halifax, Riad                     |
| Silk Way West Airlines | Bakú, Viena                       |
| Suparna Airlines       | Wuxi, Xi'an                       |

## Estadísticas
Ver fuente y consulta Wikidata.